# Rafael Uribe Uribe
Rafael Uribe Uribe fut un avocat, journaliste, diplomate et militaire colombien, né le 12 avril 1859 à Valparaíso (Antioquia) et assassiné le 15 octobre 1914 à Bogota. Il participa à la guerre des Mille Jours qui ravagea la Colombie entre 1899 et 1902.
Son assassinat au Capitole national de Colombie par Leovigildo Galarza et Jesús Carvaja a fait l'objet d'un film, El drama del 15 de octubre, considéré comme le premier long métrage documentaire cinématographique réalisé en Colombie.